# EFL League Two
English Football League Two, EFL League Two eller League 2 er den tredje bedste række i The Football League, og den fjerde bedste række i det engelske ligasystem.
For overblik over de engelske ligaer se: Ligasystemet i engelsk fodbold

## Rækken
Divisionen har 24 hold. Alle holdene møder hinanden 2 gange i løbet af sæsonen (en gang hjemme, og en gang ude). En sejr giver tre point, uafgjort giver 1 point mens nederlag giver 0 point. Ved sæsonens afslutning rykker de tre bedste hold op i Football League One. Holdene som ender på placeringerne 4 til 7 spiller kvalifikation om en fjerde oprykningsplads. De to dårligste hold rykker ned til National League .

## Historie
4. division var navnet fra og med 1958/59
Blev omdøbt til 3.division, da Premier League blev oprettet fra og med sæsonen 1992/93
Football League Two har været divisionens navn siden sæsonen 2004/05

## Klubber i Football League Two 2025/26-sæsonen
| Klub                    | Sidste sæsons placering                       | Lokation             | Stadion                      | Kapacitet |
| ----------------------- | --------------------------------------------- | -------------------- | ---------------------------- | --------- |
| Accrington Stanley      | 21.                                           | Accrington           | Crown Ground                 | 5.450     |
| Barnet                  | 1. oprykket fra National League               | London (Canons Park) | The Hive Stadium             | 6.418     |
| Barrow                  | 16.                                           | Barrow-in-Furness    | Holker Street                | 6.500     |
| Bristol Rovers          | 22. nedrykket fra League One                  | Bristol (Horfield)   | Memorial Stadium             | 9,832     |
| Bromley                 | 11.                                           | London (Bromley)     | Hayes Lane                   | 5.300     |
| Cambridge United        | 23. nedrykket fra League One                  | Cambridge            | Abbey Stadium                | 8.127     |
| Cheltenham Town         | 15.                                           | Cheltenham           | Whaddon Road                 | 7.066     |
| Chesterfield            | 7.                                            | Chesterfield         | SMH Group Stadium            | 10.504    |
| Colchester United       | 10.                                           | Colchester           | Colchester Community Stadium | 10.105    |
| Crawley Town            | 21. nedrykket fra League One                  | Crawley              | Broadfield Stadium           | 5.996     |
| Crewe Alexandra F.C.    | 13.                                           | Crewe                | Gresty Road                  | 10.153    |
| Fleetwood Town F.C.     | 14.                                           | Fleetwood            | Highbury Stadium             | 5.327     |
| Gillingham FC           | 17.                                           | Gillingham           | Priestfield Stadium          | 11.582    |
| Grimsby Town            | 9.                                            | Cleethorpes          | Blundell Park                | 9.052     |
| Harrogate Town          | 18.                                           | Harrogate            | Wetherby Road                | 5.000     |
| Milton Keynes Dons F.C. | 19.                                           | Milton Keynes        | Stadium MK                   | 30.500    |
| Newport County          | 22.                                           | Newport              | Rodney Parade                | 7.850     |
| Notts County            | 6.                                            | Nottingham           | Meadow Lane                  | 19.841    |
| Oldham Athletic         | 5. i National League (oprykket via play-offs) | Oldham               | Boundary Park                | 13.513    |
| Salford City            | 8.                                            | Salford              | Moor Lane                    | 5.108     |
| Shrewsbury Town         | 24. nedrykket fra League One                  | Shrewsbury           | New Meadow                   | 9,875     |
| Swindon Town            | 12.                                           | Swindon              | County Ground                | 15.728    |
| Tranmere Rovers         | 20.                                           | Birkenhead           | Prenton Park                 | 16.789    |
| Walsall                 | 4.                                            | Walsall              | Bescot Stadium               | 11.300    |

## Resultater
| Sæson   | Vinder              | Point | Finalist            | Point | 3. plads           | Point | Oprykket via play-off | Liga position | Point |
| ------- | ------------------- | ----- | ------------------- | ----- | ------------------ | ----- | --------------------- | ------------- | ----- |
| 1999-00 | Swansea City        | 85    | Rotherham United    | 84    | Northampton Town   | 82    | Peterborough United   | 5.            | 78    |
| 2000-01 | Brighton            | 92    | Cardiff             | 82    | Chesterfield       | 80    | Blackpool             | 7.            | 72    |
| 2001-02 | Plymouth Argyle     | 102   | Luton Town          | 97    | Mansfield Town     | 79    | Cheltenham Town       | 4.            | 78    |
| 2002-03 | Rushden and D.      | 87    | Hartlepool United   | 85    | Wrexham            | 84    | Bournemouth           | 4.            | 74    |
| 2003-04 | Doncaster Rovers    | 92    | Hull City           | 88    | Torquay            | 81    | Huddersfield          | 4.            | 81    |
| 2004–05 | Yeovil Town         | 83    | Scunthorpe United   | 80    | Swansea City       | 80    | Southend United       | 4.            | 78    |
| 2005–06 | Carlisle United     | 86    | Northampton Town    | 83    | Leyton Orient      | 81    | Cheltenham Town       | 5.            | 72    |
| 2006–07 | Walsall             | 89    | Hartlepool United   | 88    | Swindon Town       | 85    | Bristol Rovers        | 6.            | 72    |
| 2007–08 | Milton Keynes Dons  | 97    | Peterborough United | 92    | Hereford United    | 88    | Stockport County      | 4.            | 82    |
| 2008–09 | Brentford           | 85    | Exeter City         | 79    | Wycombe Wanderers  | 78    | Gillingham            | 5.            | 75    |
| 2009–10 | Notts County        | 93    | Bournemouth         | 83    | Rochdale           | 82    | Dagenham & Redbridge  | 7.            | 72    |
| 2010–11 | Chesterfield        | 86    | Bury                | 81    | Wycombe Wanderers  | 81    | Stevenage             | 6.            | 69    |
| 2011–12 | Swindon Town        | 93    | Shrewsbury Town     | 88    | Crawley Town       | 84    | Crewe Alexandra       | 7.            | 72    |
| 2012–13 | Gillingham          | 83    | Rotherham United    | 79    | Port Vale          | 78    | Bradford City         | 7.            | 69    |
| 2013–14 | Chesterfield        | 84    | Scunthorpe United   | 81    | Rochdale           | 81    | Fleetwood Town        | 4.            | 76    |
| 2014–15 | Burton Albion       | 94    | Shrewsbury Town     | 89    | Bury               | 85    | Southend United       | 5.            | 84    |
| 2015–16 | Northampton Town    | 99    | Oxford United       | 86    | Bristol Rovers     | 85    | AFC Wimbledon         | 7.            | 75    |
| 2016–17 | Portsmouth          | 87    | Plymouth Argyle     | 87    | Doncaster Rovers   | 85    | Blackpool             | 7.            | 70    |
| 2017–18 | Accrington Stanley  | 93    | Luton Town          | 88    | Wycombe Wanderers  | 84    | Coventry City         | 6.            | 75    |
| 2018–19 | Lincoln City        | 85    | Bury                | 79    | Milton Keynes Dons | 79    | Tranmere Rovers       | 6.            | 73    |
| 2019–20 | Swindon Town        | 88.32 | Crewe Alexandra     | 85.56 | Plymouth Argyle    | 84.64 | Northampton Town      | 7.            | 72.22 |
| 2020–21 | Cheltenham Town     | 82    | Cambridge United    | 80    | Bolton Wanderers   | 79    | Morecambe             | 4.            | 78    |
| 2021–22 | Forest Green Rovers | 84    | Exeter City         | 84    | Bristol Rovers     | 80    | Port Vale             | 5.            | 78    |
| 2022–23 | Leyton Orient       | 91    | Stevenage           | 85    | Northampton Town   | 83    | Carlisle United       | 5.            | 76    |
| 2023–24 | Stockport County    | 92    | Wrexham             | 88    | Mansfield Town     | 86    | Crawley Town          | 7.            | 70    |
| 2024–25 | Doncaster Rovers    | 84    | Port Vale           | 80    | Bradford City      | 78    | AFC Wimbledon         | 5.            | 73    |

## Nedrykkede hold
| Season  | Clubs                                    |
| ------- | ---------------------------------------- |
| 1999-00 | Carlisle, Chester City                   |
| 2000-01 | Halifax, Barnet                          |
| 2001-02 | Bristol Rovers, Halifax                  |
| 2002-03 | Exeter, Shrewsbury                       |
| 2003-04 | Carlisle, York City                      |
| 2004–05 | Kidderminster Harriers, Cambridge United |
| 2005–06 | Oxford United, Rushden & Diamonds        |
| 2006–07 | Boston United, Torquay United            |
| 2007–08 | Mansfield Town, Wrexham                  |
| 2008–09 | Chester City, Luton Town                 |
| 2009–10 | Darlington, Grimsby Town                 |
| 2010–11 | Lincoln City, Stockport County           |
| 2011–12 | Macclesfield Town, Hereford United       |
| 2012–13 | Aldershot Town, Barnet                   |
| 2013–14 | Bristol Rovers, Torquay United           |
| 2014–15 | Cheltenham Town, Tranmere Rovers         |
| 2015–16 | York City, Dagenham & Redbridge          |
| 2016–17 | Hartlepool United, Leyton Orient         |
| 2017–18 | Barnet, Chesterfield                     |
| 2018–19 | Notts County, Yeovil Town                |
| 2019–20 | Macclesfield Town                        |
| 2020–21 | Southend United, Grimsby Town            |
| 2021–22 | Oldham Athletic, Scunthorpe United       |
| 2022–23 | Hartlepool United, Rochdale              |
| 2023–24 | Sutton United, Forest Green Rovers       |
| 2024–25 | Carlisle United, Morecambe               |

1. ↑  As a result of Bury's expulsion from League One, only one team was relegated to maintain League Two at 24 teams.[2]

## Vindere af 4.division (niveau 4) 1958-1992
- 1958/59: Port Vale
- 1959/60: Walsall
- 1960/61: Peterborough United
- 1961/62: Millwall
- 1962/63: Brentford
- 1963/64: Gillingham
- 1964/65: Brighton & Hove Albion
- 1965/66: Doncaster Rovers
- 1966/67: Stockport County
- 1967/68: Luton Town
- 1968/69: Doncaster Rovers (2)
- 1969/70: Chesterfield
- 1970/71: Notts County
- 1971/72: Grimsby Town
- 1972/73: Southport
- 1973/74: Peterborough United (2)
- 1974/75: Mansfield Town
- 1975/76: Lincoln City
- 1976/77: Cambridge United
- 1977/78: Watford
- 1978/79: Reading
- 1979/80: Huddersfield Town
- 1980/81: Southend United
- 1981/82: Sheffield United
- 1982/83: Wimbledon
- 1983/84: York City
- 1984/85: Chesterfield (2)
- 1985/86: Swindon Town
- 1986/87: Northampton
- 1987/88: Wolverhampton Wanderers
- 1988/89: Rotherham United
- 1989/90: Exeter City
- 1990/91: Darlington
- 1991/92: Burnley

## Vindere af 3.division (niveau 4) 1992-2004
- 1992/93: Cardiff City
- 1993/94: Shrewsbury Town
- 1994/95: Carlisle United
- 1995/96: Preston North End
- 1996/97: Wigan Athletic
- 1997/98: Notts County (2)
- 1998/99: Brentford (2)
- 1999/00: Swansea City
- 2000/01: Brighton & Hove Albion (2)
- 2001/02: Plymouth Argyle
- 2002/03: Rushden & Diamonds
- 2003/04: Doncaster Rovers (3)

## Vindere af Football League Two (niveau 4) 2004-2023
- 2004/05: Yeovil Town F.C.
- 2005/06: Carlisle United (2)
- 2006/07: Walsall F.C. (2)
- 2007/08: Milton Keynes Dons F.C.
- 2008/09: Brentford F.C. (3)
- 2009/10: Notts County F.C. (3)
- 2010/11: Chesterfield F.C. (3)
- 2011/12: Swindon Town F.C. (2)
- 2012/13: Gillingham F.C. (2)
- 2013/14: Chesterfield F.C. (4)
- 2014/15: Burton Albion F.C.
- 2015/16: Northampton Town F.C. (2)
- 2016/17: Portsmouth F.C.
- 2017/18: Accrington Stanley F.C.
- 2018/19: Lincoln City F.C. (2)
- 2019/20: Swindon Town F.C. (3)
- 2020/21: Cheltenham Town F.C.
- 2021/22: Forest Green Rovers F.C.
- 2022/23: Leyton Orient F.C.
- 2023/24: Stockport County F.C. (2)
- 2024/25: Doncaster Rovers (4)

## Topscorer
| Sæson   | Topscorer          | Klub                        | Mål |
| ------- | ------------------ | --------------------------- | --- |
| 2004–05 | Phil Jevons        | Yeovil Town                 | 27  |
| 2005–06 | Karl Hawley        | Carlisle United             | 22  |
| 2006–07 | Richie Barker      | Hartlepool United           | 21  |
| 2006–07 | Izale McLeod       | Milton Keynes Dons          | 21  |
| 2007–08 | Aaron McLean       | Peterborough United         | 29  |
| 2008–09 | Grant Holt         | Shrewsbury Town             | 20  |
| 2008–09 | Jack Lester        | Chesterfield                | 20  |
| 2009–10 | Lee Hughes         | Notts County                | 30  |
| 2010–11 | Clayton Donaldson  | Crewe Alexandra             | 28  |
| 2011–12 | Adebayo Akinfenwa  | Northampton Town            | 18  |
| 2011–12 | Jack Midson        | AFC Wimbledon               | 18  |
| 2011–12 | Izale McLeod       | Barnet                      | 18  |
| 2011–12 | Lewis Grabban      | Rotherham United            | 18  |
| 2012–13 | Tom Pope           | Port Vale                   | 31  |
| 2013–14 | Sam Winnall        | Scunthorpe United           | 23  |
| 2014–15 | Matt Tubbs         | Portsmouth                  | 21  |
| 2015–16 | Matty Taylor       | Bristol Rovers              | 27  |
| 2016–17 | John Akinde        | Barnet                      | 26  |
| 2016–17 | John Marquis       | Doncaster Rovers            | 26  |
| 2017–18 | Billy Kee          | Accrington Stanley          | 25  |
| 2018–19 | James Norwood      | Tranmere Rovers             | 29  |
| 2019–20 | Eoin Doyle         | Bradford City, Swindon Town | 25  |
| 2020–21 | Paul Mullin        | Cambridge United            | 32  |
| 2021–22 | Dom Telford        | Newport County              | 25  |
| 2022–23 | Andy Cook          | Bradford City               | 28  |
| 2023–24 | Macaulay Langstaff | Notts County                | 28  |
| 2024–25 | Michael Cheek      | Bromley F.C.                | 25  |